# August Froehlich
Pour les articles homonymes, voir Froehlich.
August Froehlich né le 26 janvier 1891 à Königshütte, arrondissement de Beuthen en province de Silésie et mort le 22 juin 1942 au camp de concentration de Dachau, est un prêtre catholique allemand, adversaire du national-socialisme. Il protégeait les droits des catholiques allemands et la dignité des ouvriers polonais maltraités. À cause de cela, il a été assassiné par les nazis à Dachau.

## Biographie

### Jeunesse

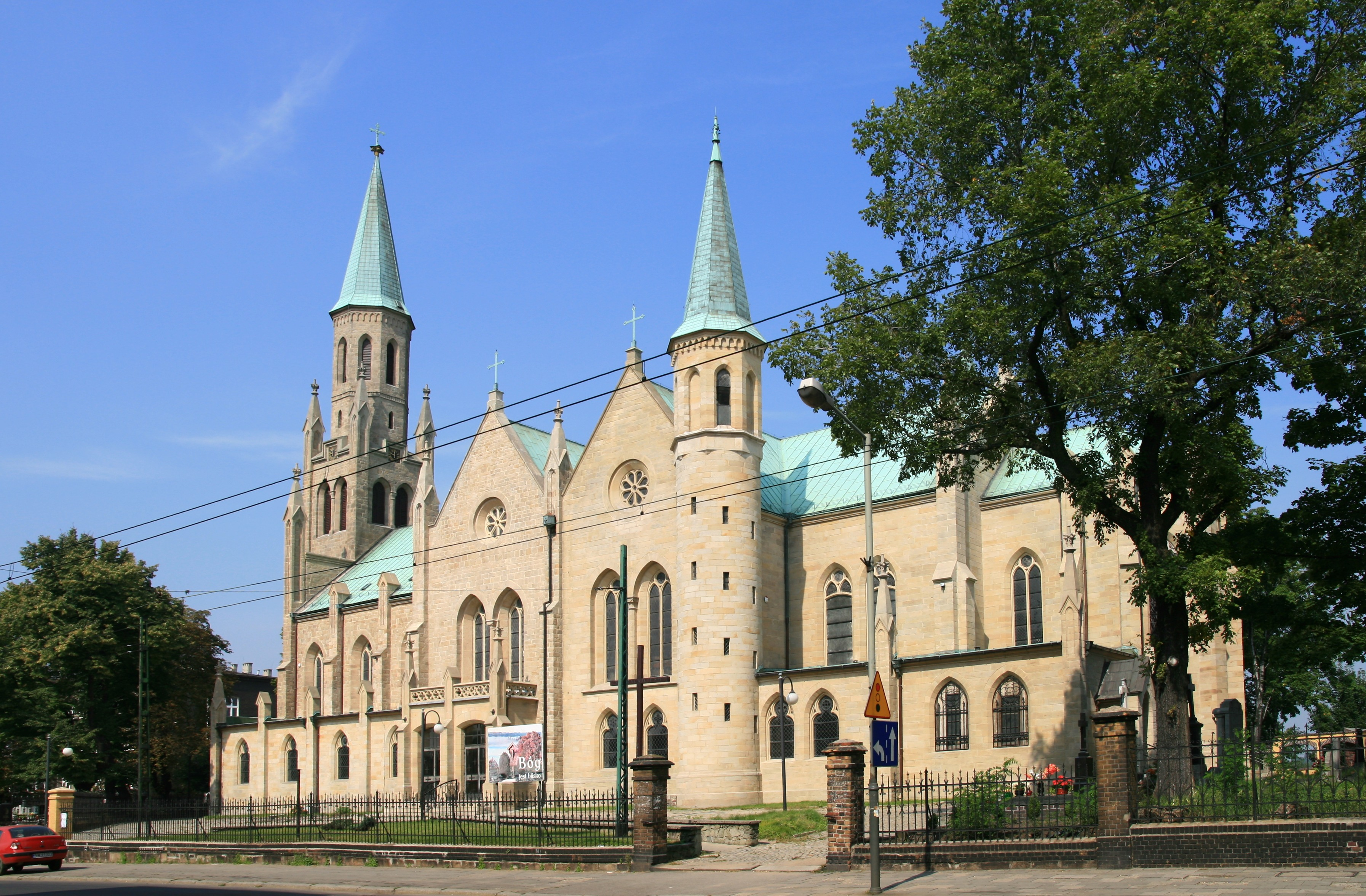
Vue de l'église Sainte-Barbara

August Froehlich naît dans une riche famille de commerçants de Haute-Silésie. Il était l'un des six enfants de Johanna et Anton Froehlich. Son père, originaire de Königsdorf, dans l'arrondissement de Leobschütz (de), possédait le 'Premier Moulin à Vapeur de Königshütte' et était président du conseil de surveillance de 'Śląski Bank Ludowy Królewska Huta'. 
August Froehlich est baptisé à l'église Sainte-Barbara de Königshütte, comme deux autres martyrs des temps du nazisme, le  serviteur de Dieu Jan Świerc et le serviteur de Dieu Józef Słupina. Il effectue sa scolarité à Liegnitz. En 1912, il commence des études théologiques interrompues par la Première Guerre mondiale. Il est mobilisé pour rejoindre le 1er régiment de grenadiers de la Garde à Berlin. Le juin 1915, il est sur le front russe et dans les premiers combats il est dangereusement blessé le 3 juillet. Après sa convalescence, il est mobilisé au front en France, en tant que sous-lieutenant, au printemps de 1918. Il reçoit la décoration militaire de le croix de fer de première classe et de deuxième classe. Pendant une attaque aérienne, il est de nouveau blessé et capturé par les Anglais. 
Pendant la durée de son service, il est considéré comme un exemple de bon chrétien par les autres soldats et par ses supérieurs. Il se sent appelé à la prêtrise, vocation qui s'affirme après la mort de sa mère. 
À l'automne de 1920, il revient à Breslau pour finir ses études théologiques à l'université.

### Prêtrise
Le 19 juin 1921 il reçoit les ordres des mains du cardinal Adolf Bertram dans la cathédrale de Breslau. Après sa première messe à l'église Sainte-Barbara de Königshütte, il est nommé, le 1er septembre 1921, vicaire à la paroisse Saint-Édouard de Berlin-Neukölln. Dans ces temps-là, le diocèse de Breslau recouvrait non seulement la province de Silésie, mais aussi le Mecklembourg avec la Poméranie et le Brandebourg avec Berlin, en conséquence les prêtres devaient remplir d'importantes responsabilités sur une vaste étendue. Par la suite, l'abbé Froehlich est nommé vicaire dans les paroisses berlinoises suivantes : 
- Saint-Boniface (1924-28),
- Sainte-Marie (de) de Spandau (1928-29),
- Saint-Thomas, dans le quartier de Charlottenbourg (1929-31).

#### Curé de l'église Saint-Joseph de Berlin-Rudow
Le 1er avril 1931, l'abbé August Froehlich devient curé de l'église Saint-Joseph dans le quartier de Rudow. C'est ici qu'il est confronté pour la première fois à la propagande nazie de la part des choristes de l'église. Il affirme que les activités nazies ne s'harmonisent pas avec les cantiques louant Dieu et, après avoir reçu l'accord de l'archiprêtre Dominikus Metzner de la paroisse Saint-Édouard de Berlin, il renvoie le chœur. 
Cependant, le chef de chœur se plaint à l'ordinariat de l'évêque et le père Metzner revient sur l'accord donné auparavant. August Froehlich perd son estime et il ne lui reste plus qu'à quitter la paroisse d'Alt-Rudow et à demander au vicaire général de lui accorder une autre paroisse. 
Pendant ces temps difficiles après-guerre et aussi pendant la Grande Crise, l'abbé Froehlich n'oublie pas les pauvres et les nécessiteux. Il donne régulièrement aux Berlinois affamés des sommes d'argent provenant de son héritage et de ses économies et aussi des produits alimentaires qu'il rapporte de Królewska Huta, l'ancienne Königshütte devenue polonaise en 1922.

#### Curé de l'église Saint-Paul de Dramburg
Le 1er juillet 1932, l'abbé Froehlich est nommé curé de l'église Saint-Paul de Dramburg, située en Poméranie appartenant à la province de Posnanie-Prusse-Occidentale à majorité protestante. Cette église fait alors partie du nouveau diocèse de Berlin. Le premier article d'August Froelich dans le bulletin paroissial rapporte : 
Je suis arrivé le 1er juillet 1932 au front de Dieu à la paroisse de Dramburg. Personne ne voulait prendre cette place. Je suis venu ici poussé par une nécessité soudaine en me confortant : À qui Dieu veut-il donner son pardon qu'il accorde au monde entier ? La communauté de Dramburg m’a accueilli très agréablement.
La paroisse à cette époque regroupait environ six cents catholiques dont seulement trente-cinq vivaient à Dramburg, petite ville en majorité luthérienne-évangélique. Le reste des paroissiens vivaient dans des petits villages qui se trouvaient dans un rayon de 80 km. La paroisse incluait alors les villages de Labes, Bad Polzin, Falkenburg, Warmbrun et Wangerin. Pour se déplacer dans ce vaste espace, il achète une automobile de marque BMW, ce qui est une solution novatrice. 
En plus de son travail pastoral habituel, l'abbé Froehlich se préoccupe aussi de l'enseignement et de la préparation des enfants pour la Première Communion. Il s'occupe aussi de plusieurs pauvres laboureurs, toujours prêt à aider chacun de ses paroissiens, même dans les petites affaires et cela lui gagne l'estime de la communauté protestante. 
C'est seulement après l'arrivée au pouvoir du NSDAP qu'il rencontre les premières difficultés. La force, avec laquelle le père construit la vie religieuse de la communauté, devient suspecte aux yeux des autorités. Le premier conflit intervient à l'occasion d'une réunion publique de janvier 1934 pendant laquelle l'abbé Froehlich est publiquement attaqué. Le chef de l'organisation départementale du NSDAP, Buntrock, déclare publiquement que le curé, malgré les revenus élevés de la paroisse, ne laisse rien aux pauvres et aux affamés. Le fait est repris dans le journal local. Le curé ne pouvait pas rester sans réponse. Le 17 janvier 1934, il écrit à Buntrock : 
 Vous avez, messieurs, le courage de discréditer un prêtre catholique. Aurez vous autant de courage pour m'affronter pendant la réunion quand je montre les preuves de mon constat ? Je suis prêt à me battre pour mon honneur devant le même public. 
À cause de cela, le chef de département déclare que Buntrock est victime d'une erreur et que le curé n'a jamais négligé ses obligations envers ses compatriotes souffrant de la pauvreté - au contraire, il leur a donné la plus grande partie de son revenu. Mais ce n'était pas la fin des problèmes. Les nazis ont commencé à critiquer l'origine chrétienne des salutations Grüβ Gott (Dieu vous bénisse) et Gelobt sei Jesus Christus (Loué soit Jésus-Christ). Pour le curé, ces salutations ne sont pas seulement une forme de politesse, mais aussi une forme quotidienne de confession de foi. Il les utilisait le plus, alors que tout le monde le forçait à utiliser la nouvelle forme de salutation Heil Hitler. 
Les chefs du groupe local du RAD (services de travail du Reich) de Bad Polzin lui font la demande expresse d'utiliser « la seule bonne » salutation. Le 23 septembre 1935, l'abbé Froehlich répond dans un document : 
 Vous pouvez être sûrs qu'à mon âge, avec mon niveau d'éducation et mon amour de la patrie, qui est une obligation de chaque catholique, je suis conscient de ce qui est un règlement et de ce qui est évident. Pouvez-vous, s'il vous plaît, vous abstenir de nouvelles instructions sur la façon de se saluer. Je vous salue et je finis ma lettre avec les mots « Grüss Gott » à cause des raisons suivantes : 
 1. En ce qui concerne les relations entretenues entre l'Église et le pays, si j'utilisais « Heil Hitler », certains me montreraient du doigt et diraient : Quel opportuniste ! Je suis trop fier pour entrer dans vos rangs de telle façon. 
 2. « Grüss Gott » est pour les chrétiens, comme « Loué soit Jésus-Christ » pour les catholiques, la salutation traditionnelle allemande et elle ne signifie pas la même chose que « Heil Moscou ». Dieu et le Christ doivent avoir dans le Reich, qui d'après le Führer est un pays chrétien, leurs propres nuances et leur importance (...) 
 5. J'ai salué, avec les mêmes mots, vos égaux et vos supérieurs, j'ai salué de même façon la police d'État à Köslin. Je vous prie, ne soyez pas plus méticuleux que les autres autorités et vos supérieurs et plus policiers que la police. 
 6. Selon les termes du concordat, c'est-à-dire aussi selon la parole du Führer, chaque catholique a droit à la liberté religieuse. Alors, je suis fier de ma soutane - l'uniforme du prêtre - et de la salutation catholique de la même manière que vous êtes fiers de vos uniformes et de votre salutation. J'ai au moins autant de courage que vous pour porter mon uniforme et proclamer mes salutations. 
 Si vous décidez de supprimer les traditions populaires, ce serait regrettable et cela fonctionnerait au détriment des catholiques, dont les pratiques religieuses seraient affaiblies, malgré le fait que nous vivons dans un pays chrétien. 
 Je vais communiquer cette correspondance à mon autorité épiscopale et en même temps lui demander si je dois prendre une position différente. Que Dieu vous bénisse!
Ses premières lettres à la RAD contribuent au fait qu'à la fin d'avril 1935 l'abbé Froehlich est interrogé par la Gestapo de Köslin. On lui demande pendant son interrogatoire si c'est vraiment quelque chose de mal quand les catholiques prennent part aux offices protestants ? L'abbé Froehlich répond que le mal, c'est quand les catholiques n'ont pas de conditions pour remplir leur obligation d'assister à la messe dominicale. À cause de la participation forcée au culte protestant, ils ne peuvent pas satisfaire complètement à leurs obligations religieuses. La question suivante était de savoir s'il allait appeler ses paroissiens à la désobéissance. L'abbé répond que dans le cas du camp qui s'est tenu à Klein Mellen, où les catholiques ont été forcés d'assister au culte protestant, il est en effet intervenu, refusant l'obéissance. Dans le cas du camp de Falkenburg, il ferait exactement la même chose. Par cette déclaration, il stupéfie les fonctionnaires de la Gestapo qui répliquent timidement : « En tant que pasteur vous avez le droit de le faire. » L'interrogatoire au siège de la Gestapo n'effraye pas le curé, mais depuis cet événement, il est placé sous leur stricte surveillance. 
À Dramburg, l'abbé Froehlich prend le temps d'un conflit ouvert avec les éditeurs de la presse nazie, Der Stürmer et Das Schwarze Korps. Il défend les membres du clergé catholique contre les calomnies et il condamne la présentation blasphématoire du Saint-Sacrement. Pour cela, le prêtre est condamné à une amende, mais après l'appel au tribunal de district de Stargard im Pommern, il est acquitté. Durant son séjour à Dramburg, il pratique également la charité en aidant les pauvres sur ses épargnes.

#### Curé à Rathenow

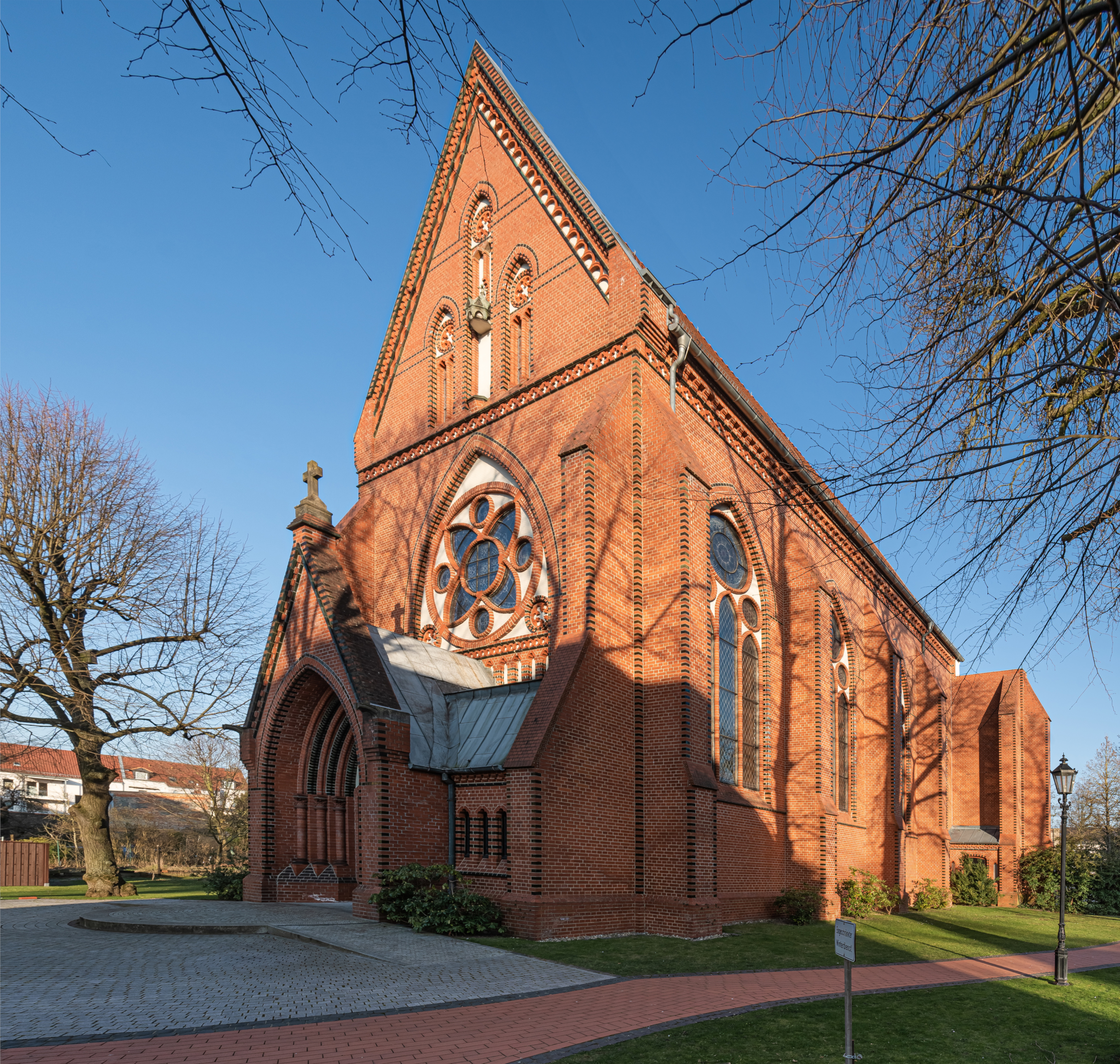
Façade de l'église Saint-Georges de Rathenow

Le 1er juillet 1937, August Froehlich est nommé curé de la paroisse Saint-Georges de Rathenow, dans le Havelland (Brandebourg). La communauté catholique se compose de deux mille fidèles, dont la plupart habite dans les villages voisins. En 1941, il écrit deux fois des lettres à la direction des usines optiques Emil Busch AG (de) de Rathenow dans lesquelles il intercède pour les prisonniers polonais qui ont été embauchés dans cette entreprise. La direction de l'usine, son responsable du personnel Heinrich Meierkord en tant que sous-chef de la SA, informe la Gestapo de ces lettres. Le 20 mars 1941, August Froehlich est arrêté et au bout de trois semaines, il est libéré sous caution. Il explique son comportement dans une lettre à la Gestapo comme suit : 
« Je m'oppose aux lois immorales avec la résistance passive, parce que je préfère mourir plutôt que de pécher. » 
Le 20 mai 1941, il est de nouveau arrêté et emprisonné à Potsdam.

### La persécution et la mort
Le 28 juillet 1941 il est transféré de Potsdam aux camps de concentration de Buchenwald et de Ravensbrück.  Il est torturé par les gardiens SS et kapos, enfin il est transporté au camp de concentration de Dachau, où la maladie et les mauvais traitements causent sa mort. Il est inhumé à Berlin. Malgré les interdictions, ses amis et beaucoup de Berlinois assistent aux funérailles.

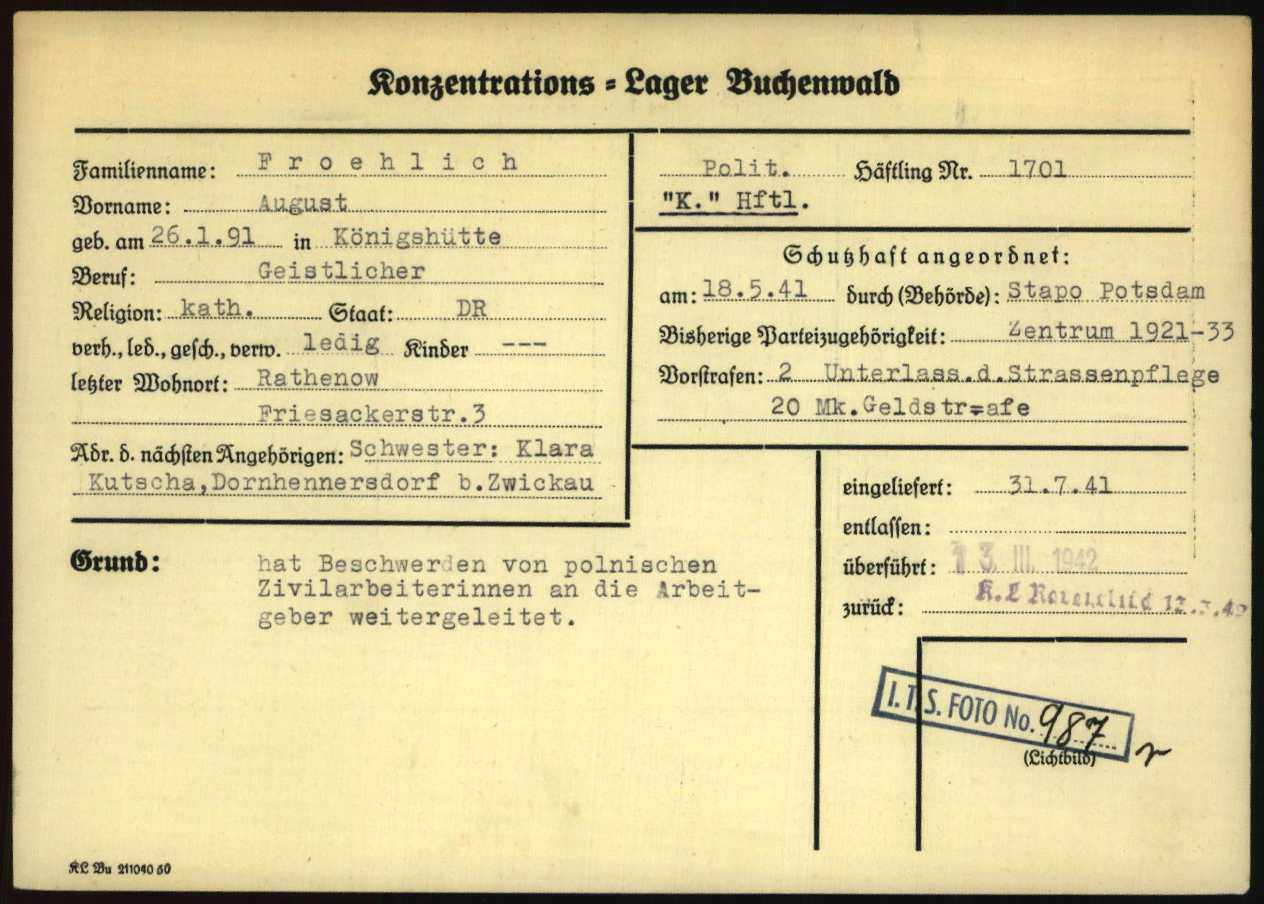
Carte d'enregistrement de August Froehlich en tant que prisonnier dans le camp de concentration nazi de Buchenwald. Motif (« Grund ») d'emprisonnement: « a transmis des plaintes de travailleurs civils polonais aux employeurs».
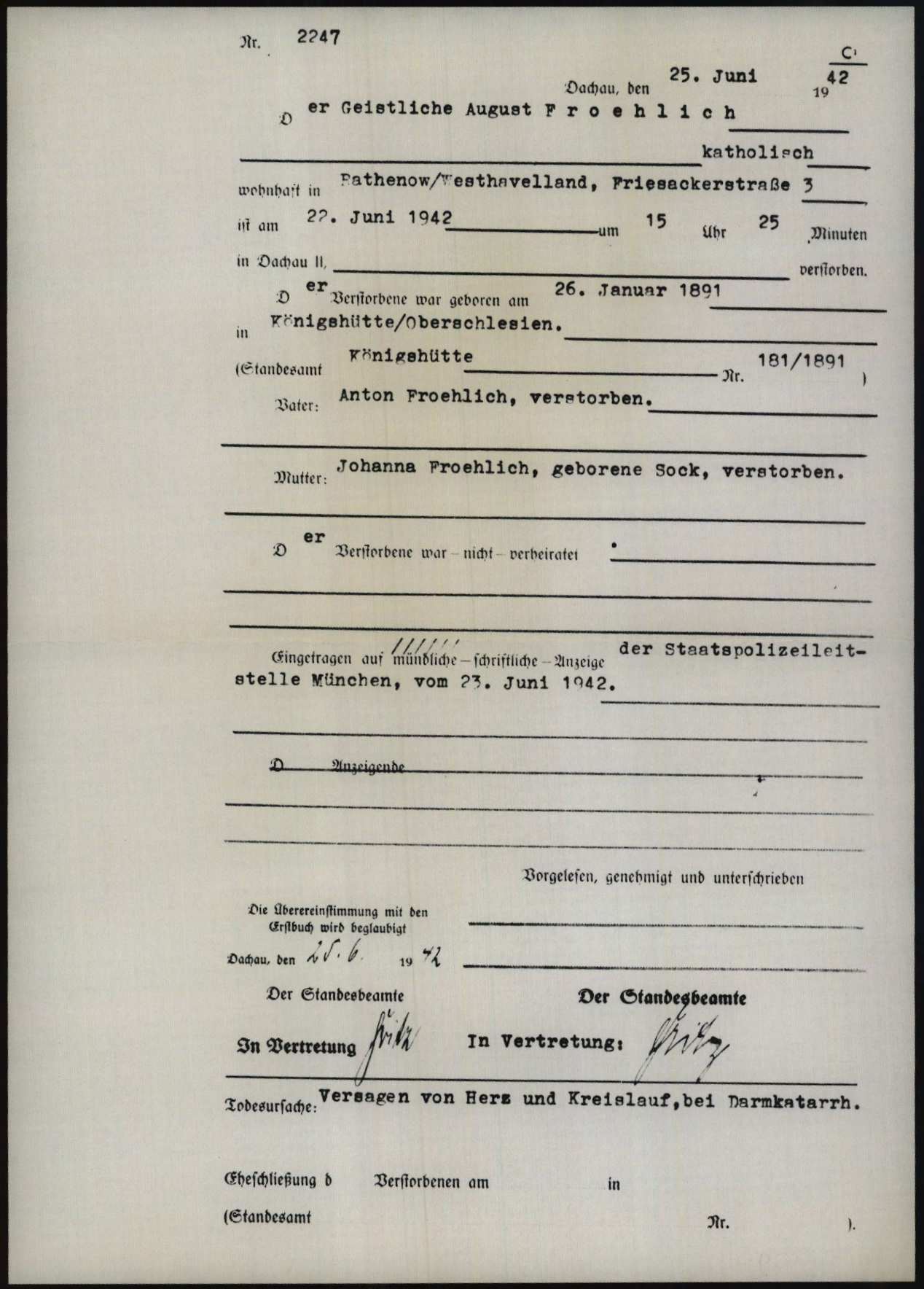
Acte de décès (Dachau). Cause de décès signalée: « Insuffisance cardiaque et circulatoire causée par un catarrhe intestinal. »

## Mémoire
- Plaques commémoratives de la cathédrale Sainte-Edwige de Berlin, ainsi qu'aux églises Saint-Joseph et Saint-Paul de Berlin
- Plaque commémorative bilingue à Drawsko Pomorskie (anciennement Dramburg), dévoilée le 2 décembre 1993 par l'évêque catholique Mgr Czesław Domin
- Une rue du quartier de Rudow à Berlin, où il travaillait dans les années 1931-1932 comme prêtre, a été dénommée en son honneur.

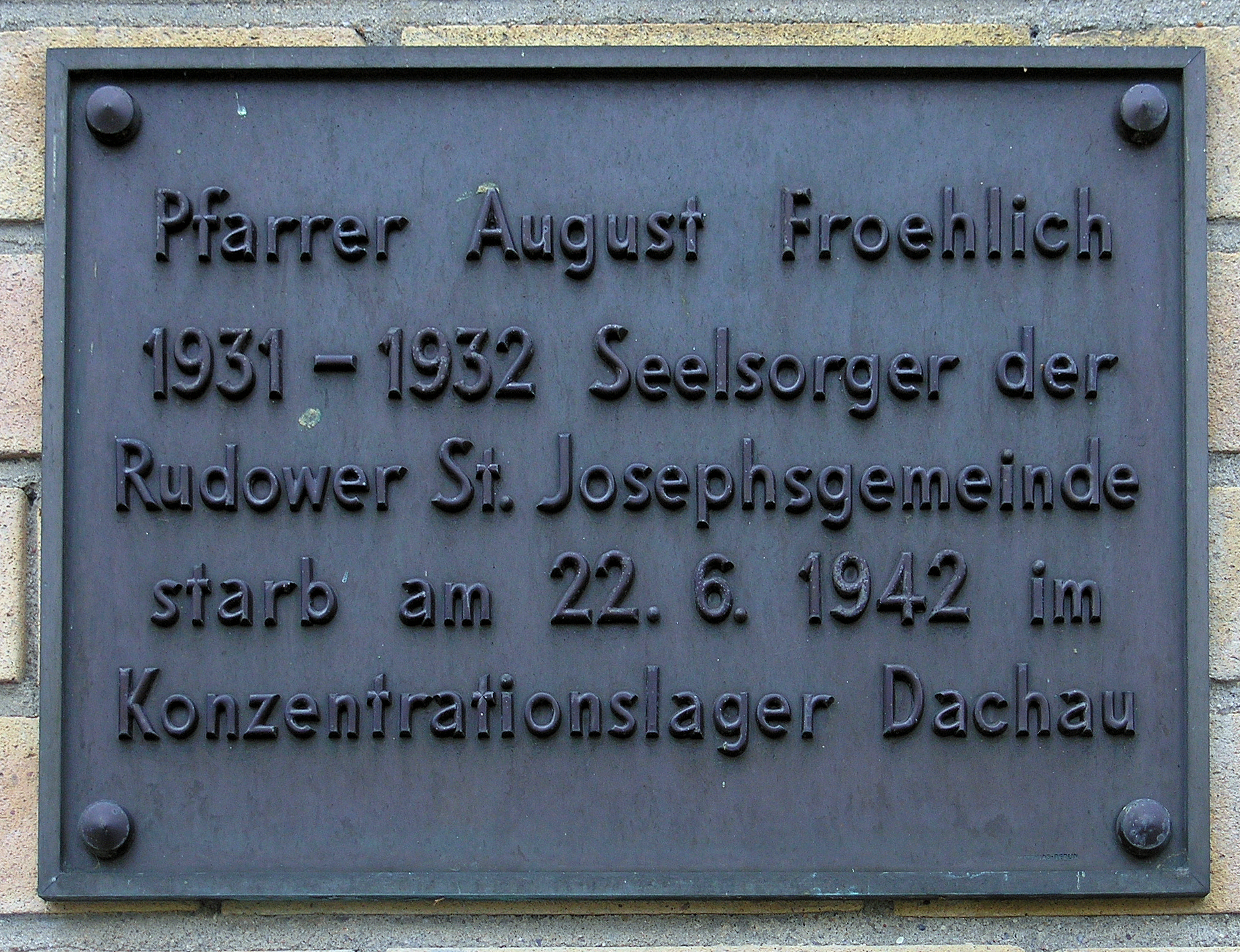
La plaque commémorative dans la rue portant son nom dans le quartier de Rudow à Berlin
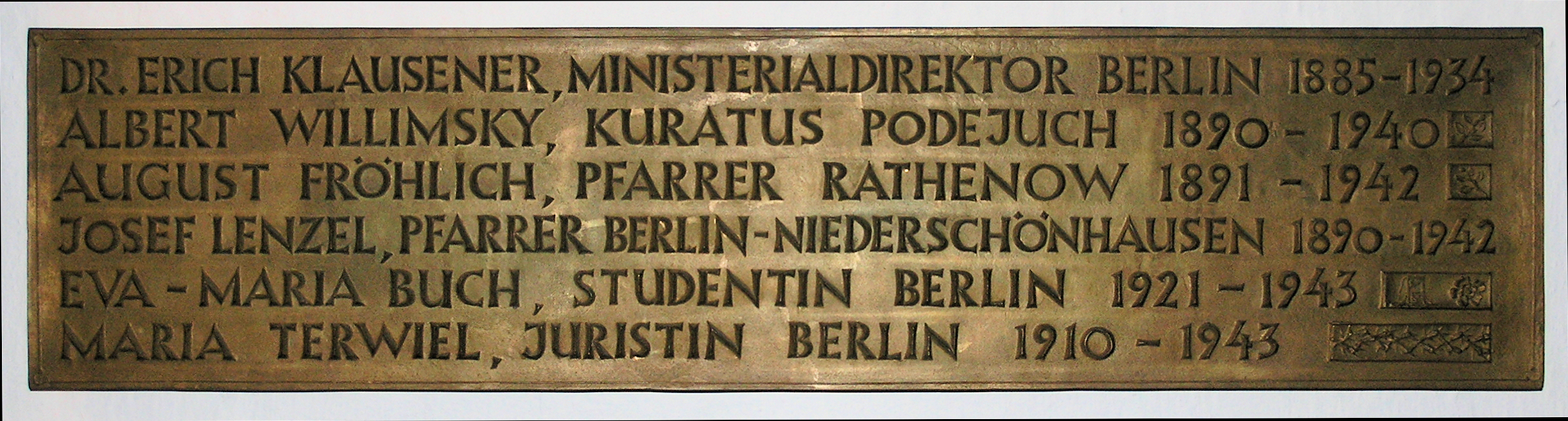
Une partie de la plaque commémorative qui se trouve à la cathédrale Sainte-Edwige de Berlin, à l’intention des catholiques de l’archidiocèse de Berlin tués pendant la guerre
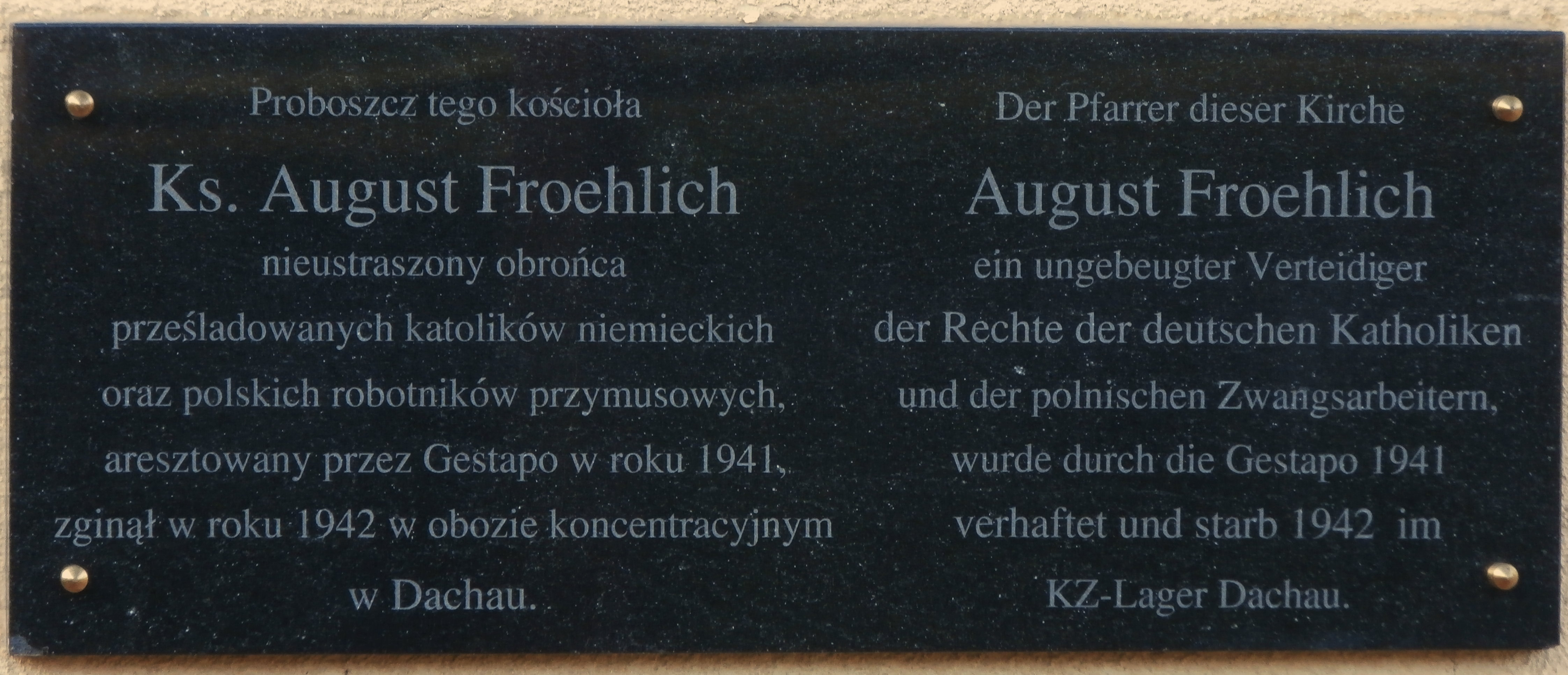
La plaque commémorative bilingue à Drawsko Pomorskie